# Альварес де Миранда, Фернандо
Фернандо Альварес де Миранда-и-Торрес (Fernando Álvarez de Miranda y Torres; 14 января 1924, Сантандер, Испания — 7 мая 2016, Мадрид, Испания) — испанский государственный деятель, председатель Конгресса депутатов Испании (1977—1979).

## Биография
Окончил юридический факультет Мадридского университета Комплутенсе и в 1950 г. — Университета Сарагосы. До 1962 г. был профессурам процессуального права в Университете Комплутенсе. В 1952 г. получил статус адвоката и в течение пятидесяти лет вел юридическую практику.
В 1960-х гг. началась его общественно-политическая деятельность, которая была связана с темой европейской интеграции; в 1961 г. он был приглашен комитетом Совета Европы по межрегиональным связям, чтобы рассказать о политической ситуации в Испании.
После участия в Четвертом Конгрессе Международное европейское движение в Мюнхене в июне 1962 г. он был арестован правительством Франсиско Франко и интернирован на остров Фуэртевентура. После освобождения в 1964 г. стал частным советником графа Барселонского Хуана. Также был активистом объединения «Демократические левые».
После окончания франкистской эпохи основан и при Переходе Испании к демократии основал Христианско-демократическую народную партию, ставшую одним из членов избирательной коалиции 11 политических сил страны Союз демократического центра). В июле 1977 г. был избран членом Учредительного собрания, а затем становится председателем Конгресса депутатов, оставаясь на этой должности до 1979 г., одновременно возглавлял постоянный комитет (Diputación Permanente) комитет по внутренним делам, а также комитет по Регламенту. На этих позициях сыграл важную роль в создании Конституции Королевства Испания, которая вступила в силу 29 декабря 1978 г.
В марте 1979 г. был избран членом Конгресса депутатов Занимал ряд важных позиций в различных парламентских комитетах, в том числе был аредседателем Комитета по правам человека (1982). Сохраняя свою проевропейскую позицию, являлся президентом Испанского совета Международного европейского движения (1978—1986), а в 1982 г. также стал одним из вице-президентов Международного исполнительного совета этой организации. В 1979 г. был избран председателем Фонда «Гуманизм и демократия» и был включен в делегацию Amnesty International, которая изучала положение в области прав человека в Гватемале в 1980 и 1981 г u. Он также был председателем испанской делегации в Межпарламентском союзе (1979).
В 1986—1989 гг. — посол в Сальвадоре. В 1989 г. был избран членом Государственного совета, высшего консультативного органа правительства. В 1992 г. был назначен в Комитет экспертов Европейского союза по Долгосрочной программе по правам человека в Центральной Америке.
В 1994—1999 гг. — Уполномоченный по правам человека Испании. Во время своего срока полномочий выступал за улучшение пенсионного обеспечения для вдов и представил первый доклад о насилии. Он также обжаловал вопросы, касающиеся задержки возмещения при экспроприации, а также потребовал право на бесплатную гарантированную защиту иммигрантов.
Был почетным доктором Университета Мигеля Эрнандеса в Эльче (1999), IE University в Сеговии (2005), Университета Алькалы и Университета Короля Хуана Карлоса (2009).
В 2005 г. в возрасте 80 лет окончил аспирантуру по европейскому праву Университета Люксембурга, основанном в 2003 г.
Его сын, Рамон Мария Альварес де Миранда, также стал известным политиком и являлся председателем Счетной палаты Испании (2012—2018).